# Eulepidotis serpentifera
Eulepidotis serpentifera är en fjärilsart som beskrevs av Ronald Brabant 1909. Eulepidotis serpentifera ingår i släktet Eulepidotis och familjen nattflyn. Inga underarter finns listade i Catalogue of Life.